# Megyn Price
Pour les articles homonymes, voir Price.
Megyn Price est une actrice américaine, née le 24 mars 1971  à Seattle.

## Biographie
En France elle est principalement connue pour son rôle de Claudia Finnerty dans la série Parents à tout prix, diffusée à partir de 2002 sur France 2.

## Filmographie
- 1993 : Code Quantum (Quantum Leap) (série télévisée) : Suzanne Sanders
- 1994 : Sauvés par le gong : la nouvelle classe (Saved by the Bell: The New Class) (série télévisée) : Samantha
- 1996 : Common Law (série télévisée) : Nancy Slaton
- 1996 : Le Rebelle (Renegade) (série télévisée) : Mary Beth Larson
- 1996 : Le Drew Carey Show (The Drew Carey Show) (série télévisée) : Waitress
- 1998 : LateLine (série télévisée) : Gale Ingersoll
- 1999 : L'arche de l'amour (Love Happens) : Lisa Harris
- 1999 : Mystery, Alaska : Sarah Heinz
- 2000 : Will et Grace (série télévisée) : Claire
- 2003 : Living in Walter's World : Voice of Steve's Wife
- 2005 : Parents à tout prix (Grounded for Life) (série télévisée) : Claudia Finnerty
- 2006 : Larry the Cable Guy: Health Inspector : Jane Whitley
- 2007 - 2013 : Leçons sur le mariage (série télévisée) : Audrey Bingham
- 2009 : American Dad! (série télévisée) : Linda
- 2012 : L'Expérience de Noël (3 Day Test) (TV) : Jackie Taylor
- 2012 : Drop Dead Diva (série télévisée) : Emilie Horn
- 2013 : Un Noël en musique (A Country Christmas Story) : Jenny Gibson
- 2016 - 2020 : The Ranch (série TV) : Mary
- 2019 : Mr. Iglesias (série TV) : Jessica
- 2020 : The Resident (série TV) : Eline Harris